# Torilis arvensis
El julivert bord (Torilis arvensis) és una planta pertanyent a la família de les apiàcies.

## Particularitats

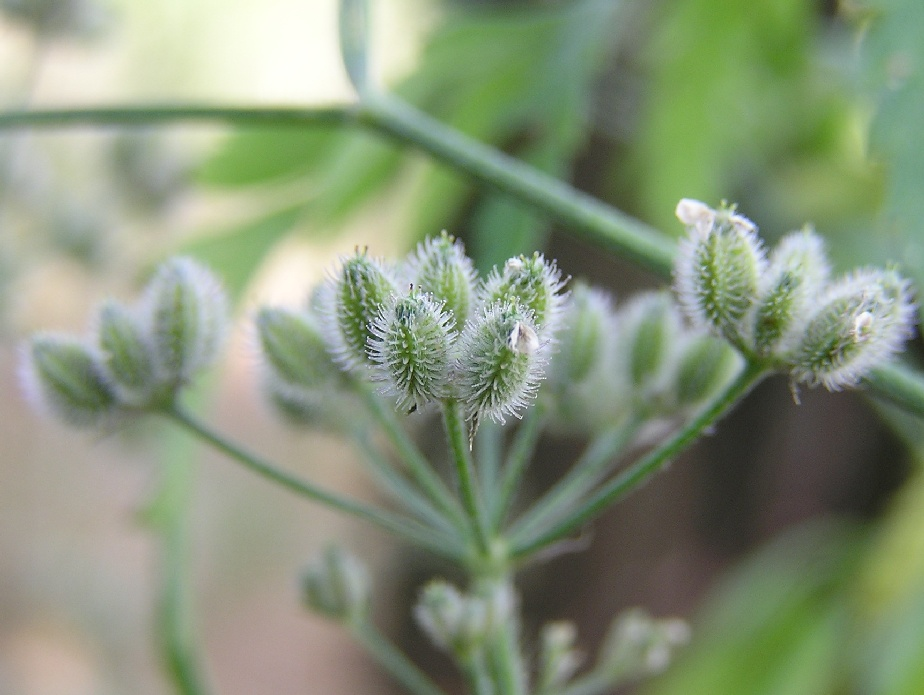
Llavors del julivert bord

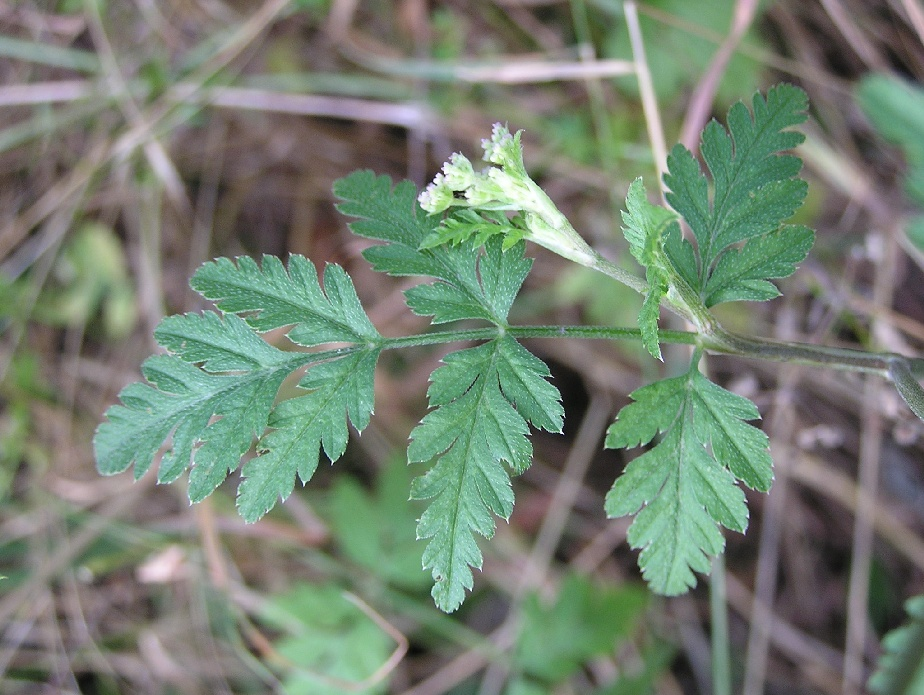
Detall de la fulla

És una planta herbàcia teròfita amb tija erecta. Les fulles es troben repetidament dividides en segments estrets. La inflorescència és una umbel·la amb flors blanques, voltada de bràctees dividides en lacínies linears.
Les llavors del julivert bord són cobertes d'espinetes o agullons en forma de ganxo, cosa que fa que puguin ser dispersades amb facilitat agafades als pèls dels animals o a la roba o als cordons de sabates de la gent.

## Ecologia
Sovint és una planta segetal, que es troba als camps de conreu de cereals, essent especialment comuna als camps de cereals abandonats. També hom la troba en erms i ambients ruderals.
Malgrat el nom que duu la planta, a causa de la semblança morfològica de les seves fulles dividides amb les del julivert, però sense que tinguin cap aroma especial i sense valor com a aliment. Tot i així aquesta planta és important ecològicament car és una de les plantes preferides per les erugues de moltes papallones, com la papallona rei.

## Subespècies
- Torilis arvensis (Huds.) Link subsp. neglecta Thell - catxurros.[1]
- Torilis arvensis (Huds.) Link subsp. purpurea.[2]
- Torilis arvensis (Huds.) Link subsp. recta Jury.[3]